# Feyse Tadese
Feyse Tadese (ur. 19 listopada 1988) – etiopska lekkoatletka specjalizująca się w biegach długich.
W 2010 zajęła 7. miejsce w biegu seniorek podczas przełajowych mistrzostwach świata. Podczas tej samej imprezy stanęła na drugim stopniu podium w rywalizacji drużynowej. Wraz z koleżankami z reprezentacji stanęła na drugim stopniu podium mistrzostw świata w półmaratonie (2010) (indywidualnie była 4.). W 2012 na mistrzostwach świata w półmaratonie zdobyła złoto drużynowo oraz srebro indywidualnie. Nie ukończyła maratonu podczas mistrzostw świata w Moskwie (2013).

## Rekordy życiowe
- Półmaraton – 1:08:35 (2013)
- Maraton – 2:20:27 (2014)